# Roy Lichtenstein

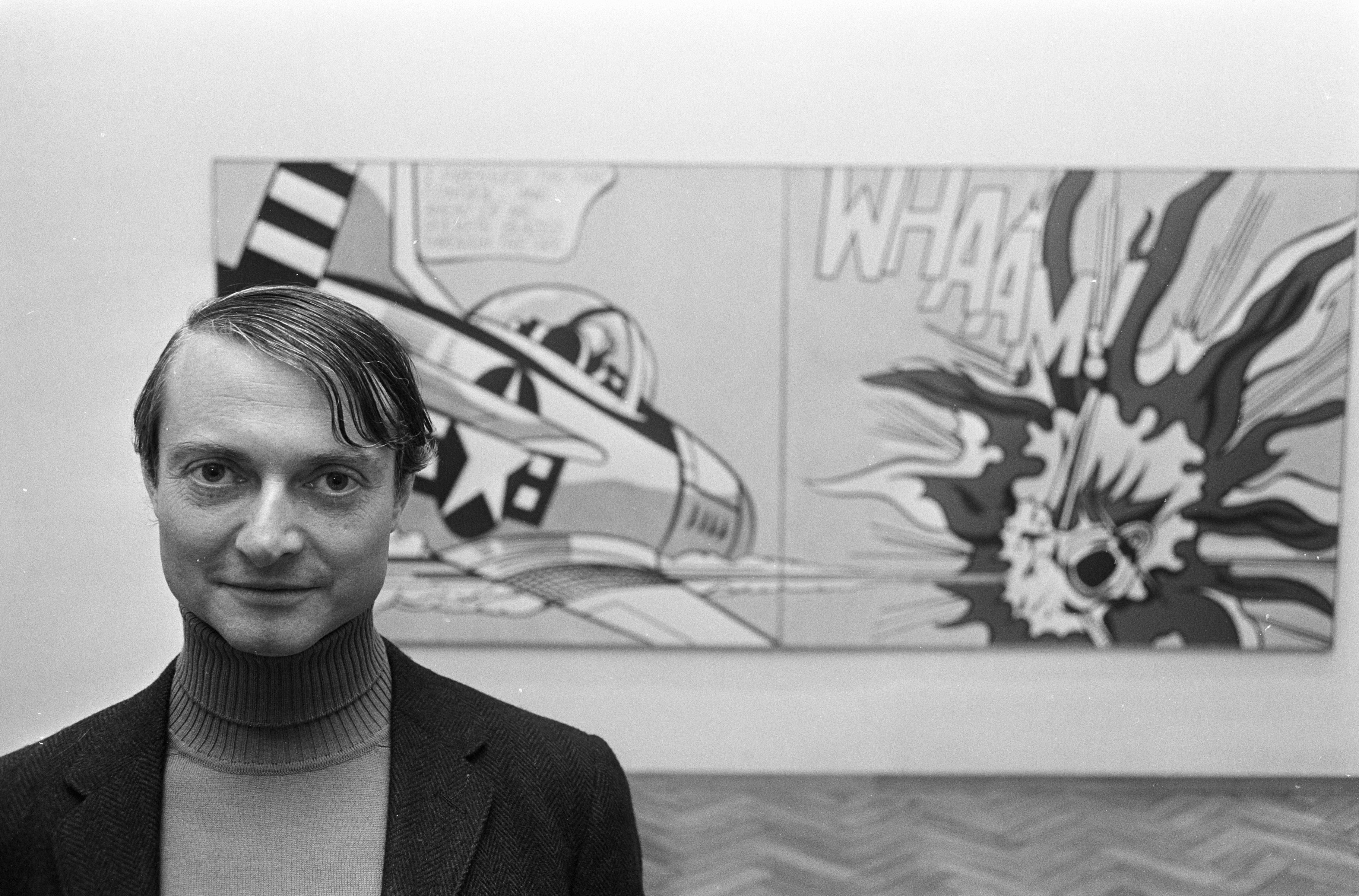
Roy Lichtenstein (1967) vor seinem Gemälde Whaam!

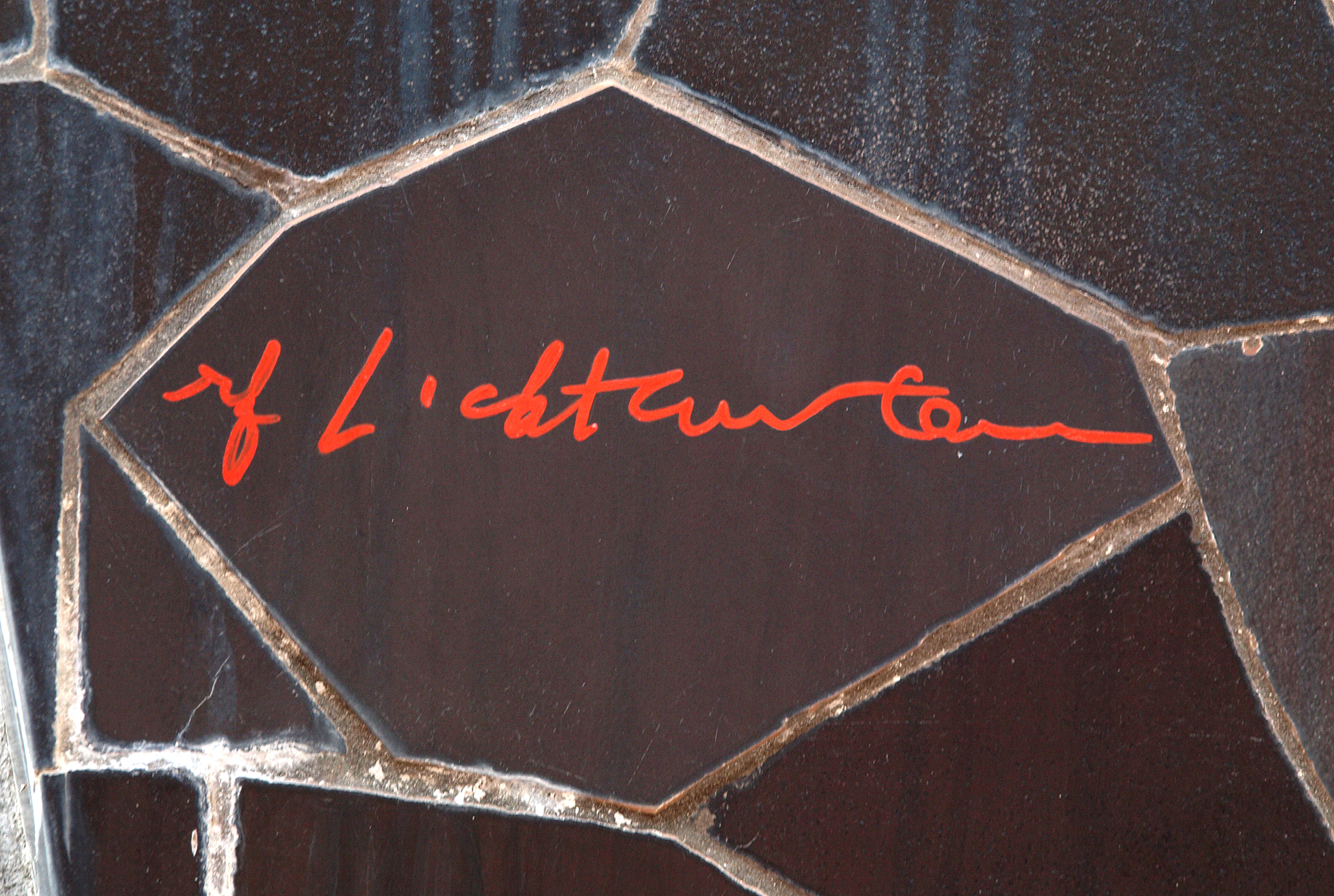
Signatur von Lichtenstein auf einer Skulptur (Foto: 2008)

Roy Fox Lichtenstein (* 27. Oktober 1923 in Manhattan, New York City; † 29. September 1997 ebenda) war ein US-amerikanischer Lehrer und Maler der Pop Art. Neben Andy Warhol war er der wohl bekannteste Vertreter dieser Kunstrichtung. Der Durchbruch gelang ihm 1961 mit dem Bild Look Mickey (dt. Schau mal Micky), sein Stil wurde der industrielle Stil des gedruckten Comics. In seinen späteren Arbeiten orientierte Lichtenstein sich dagegen wieder an seinen expressionistischen und surrealen Wurzeln. Mit dem Kyoto-Preis wurde ihm 1995 eine der höchsten Auszeichnungen für Verdienste um Wissenschaft und Kunst verliehen.

## Biografie

### Lehrjahre

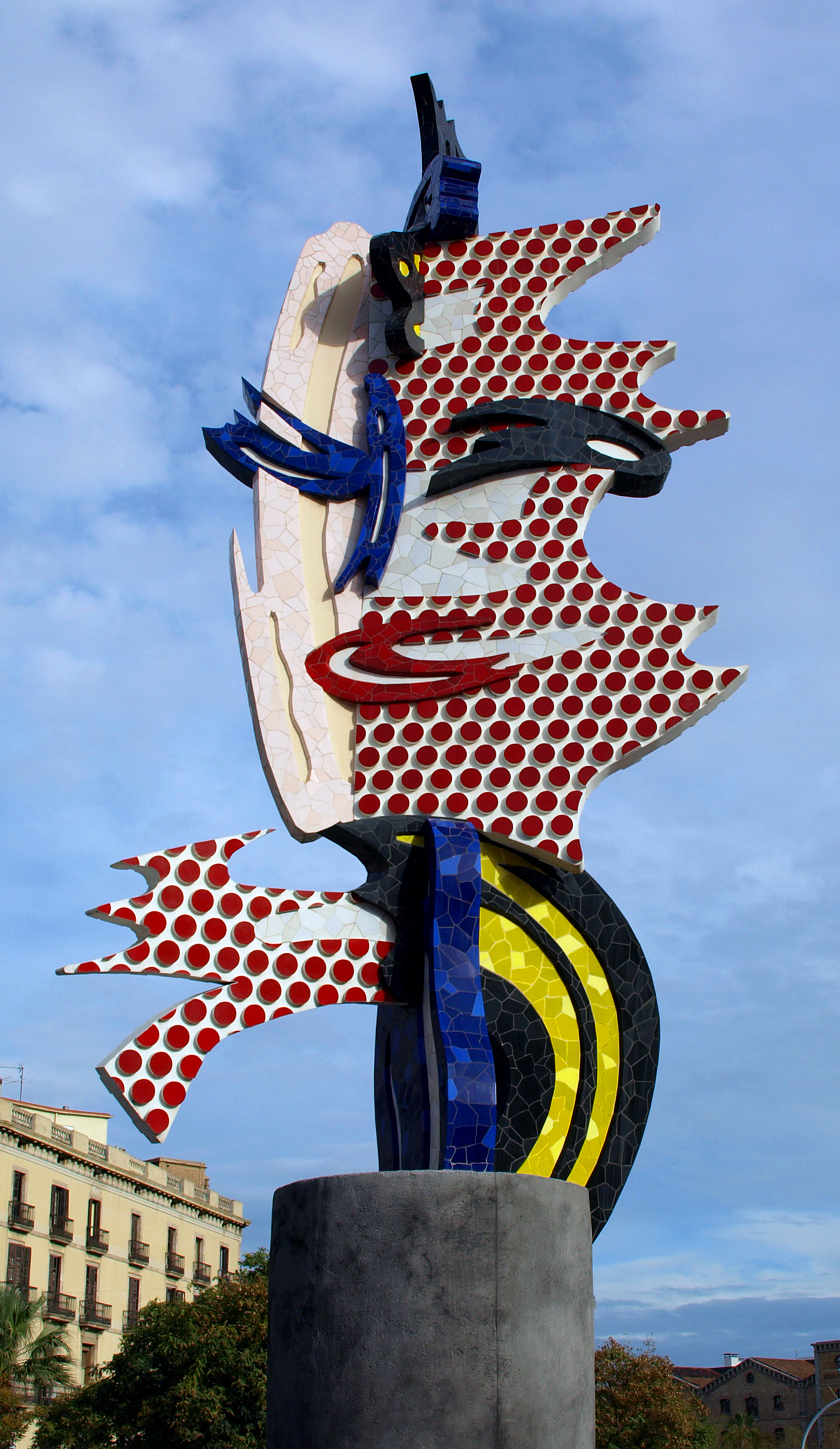
Barcelona, The Head (1992)

Roy Lichtenstein wurde 1923 in einer jüdischen New Yorker Mittelstandsfamilie geboren. Sein Vater war Immobilienmakler. Roy besuchte eine Privatschule, deren Lehrplan keinen Kunstunterricht enthielt. Als Jugendlicher begann er zu malen und zu zeichnen. Er hatte Interesse an Jazz und nutzte Jazzmusiker mit ihren Instrumenten als Vorlage für Porträts im Stil von Ben Shahn. Seine Modelle traf er bei Konzerten in Harlem und in Jazz-Clubs der 52nd Street.
Im Sommer 1939 besuchte er die Kurse der Art Students League bei Reginald Marsh (1898–1954). Lichtenstein zeichnete Modelle und New Yorker Stadtszenen wie Coney Island, Straßenfeste und Boxkämpfe. Marsh selbst gehörte zu den Malern, die sich der nationalen Kunst und Malerei verschrieben hatten. Er malte Motive des Alltagslebens und konzentrierte sich dabei auf greifbare Motive, Abstraktionen, wie sie der Kubismus oder der europäische Futurismus enthielt, lehnte er ab. Darauf begründeten sich auch die Motive Lichtensteins, obwohl sein erklärtes Vorbild bereits zu dieser Zeit Pablo Picasso war, dessen blaue und rosa Periode Lichtensteins frühe Werke stark beeinflussten.
1940 beendete Lichtenstein die High School und schrieb sich aufgrund fehlender Möglichkeiten in New York an der Ohio State University in der School of Fine Arts ein. Er selbst wollte Künstler werden, ließ sich von seinen Eltern jedoch überreden, ein Lehrdiplom an der Kunstakademie zu machen. Den größten Einfluss auf ihn übte Professor Hoyt L. Sherman (1903–1981) aus und Lichtenstein malte Modelle und Stillleben im Stil des Expressionismus. Von 1943 bis 1945 unterbrach er sein Studium und diente beim Militär, dabei wurde er in Europa eingesetzt. Mit Tusche, Stift und Kreide fertigte er in dieser Zeit Naturzeichnungen an. Nach dem Krieg belegte er an der Pariser Cité Universitaire Kurse in Französisch und Geschichte, kehrte jedoch bereits nach eineinhalb Monaten nach Amerika zurück, um seinen kranken Vater zu besuchen.
Sherman nutzte in seinen Kursen eine Methode, die als „Flash room“ bekannt wurde. Dabei dunkelte er den Raum ab und projizierte kurz Bilder auf bis zu drei Leinwände, die im Laufe des Semesters immer komplexer wurden, später hängte er reale Objekte an die Decke, die ebenfalls kurz angestrahlt wurden. Die Studenten mussten das Gesehene im Dunkeln aufgrund des gedanklichen Nachbildes zu Papier bringen. Auf Lichtenstein hinterließen diese Kurse einen prägenden Eindruck. In seinen späteren Werken versuchte Lichtenstein immer wieder, die Flächigkeit des Bildes mit der Präsenz des mehrdimensionalen Gegenstandes zu kombinieren.
Im Juni 1946 schloss er sein Studium an der Ohio State University ab. Er begann anschließend den Master of Fine Arts-Studiengang und nahm eine Lehrtätigkeit an, die bis 1951 dauerte. In dieser Phase ließ er sich bei seinen halbabstrakten Bildern von den Kubisten inspirieren.

### Frühe und weitgehend erfolglose Künstlerjahre
1950 schloss er den Master-Studiengang ab und verlor im Jahr darauf seine Dozentenstelle, da die große Zahl der durch den Staat mit dem G.I. Bill geförderten Studenten einbrach. Bereits im Jahr 1949 heiratete Roy Lichtenstein Isabel Wilson. Das Paar bekam zwei Söhne, David Hoyt (* 1954) und Mitchell Wilson (* 1956), der als Schauspieler und Regisseur tätig ist. Lichtenstein zog im Jahre 1951 nach Cleveland, wo seine Frau eine Anstellung hatte, und arbeitete als grafischer und technischer Zeichner sowie als Designer für Weißblechdosen. Seine ersten Einzelausstellungen 1949/1950 fanden in der Ten-Thirty Gallery, Cleveland und der Carlebach Gallery, New York statt. 1965 wurde die Ehe mit Isabel Wilson geschieden.
Zwischen 1952 und 1955 konzentrierte Lichtenstein sich auf typisch amerikanische Sujets, beschäftigte sich mit Expressionismus, Abstraktion und bemalten Holzkonstruktionen. Sein künstlerisches Schaffen stellte eine irritierende Verfremdung von typisch amerikanischen Gemälden (etwa Western-Motiven von Frederic Remington und Charles Willson Peale) auf kubistische Weise dar. Dadurch entstand eine Art von distanzierter historischer Malerei, die zwar eine Bewunderung für die gewählten Motive enthielt, aber zugleich durch die Maltechnik zu diesen auf Abstand ging. Ähnliche Motive verwendete Lichtenstein zu dieser Zeit auch für Skulpturen aus Holz und Metall. Bis 1957 kamen noch drei weitere Ausstellungen in der John Heller Gallery, New York hinzu; Lichtenstein konnte allerdings trotz der Präsentation seiner Werke nur wenige verkaufen. Um seinen Lebensunterhalt verdienen zu können, nahm er 1957 seine Lehrtätigkeit erneut auf. Er erhielt eine Anstellung als Assistenzprofessor für Kunst an der New State University, Oswego, wo er die folgenden drei Jahre lang unterrichtete.
Die ersten Anzeichen von Pop Art ließen sich 1956 in humorvollen Lithografien erkennen, obwohl er zu dieser Zeit noch vorwiegend expressionistische Bilder malte. 1957 entstand etwa das Bild Ten Dollar Bill, welches einen stark abstrahierten Zehndollargeldschein darstellte. Die Konzentration Lichtensteins auf den zu der Zeit in den USA sehr populären Expressionismus wird häufig als Versuch gedeutet, auf den Mainstream aufzuspringen und auf diese Weise kommerziell erfolgreich zu werden. Dabei herrschten zwei Richtungen des Expressionismus vor, zwischen denen Lichtenstein pendelte, zum einen das „Action Painting“, vornehmlich repräsentiert durch Willem de Kooning und Jackson Pollock, und zum anderen der introvertierte Expressionismus, der zum Beispiel durch Barnett Newman und Robert Motherwell vertreten wurde. Newman wurde bekannt durch große und reine Farbflächen, die den Betrachter zu einer meditativen Beschäftigung mit dem Bild animieren sollten.
Roy Lichtenstein begann 1957 mit diesem Stil zu experimentieren und stellte seine Werke 1959 erneut in New York aus, allerdings ohne damit viel Aufmerksamkeit zu erregen. Wahrscheinlich aus fehlender Überzeugung für diesen Stil begann er schließlich gelegentlich Comic-Figuren wie Mickey Mouse, Donald Duck, Bugs Bunny und andere Disney-Charaktere zu malen. Er selbst bezeichnete dies als einen puren Verzweiflungsschritt, denn seiner Ansicht nach waren zwischen Milton Resnick und Mike Goldberg einfach keine Nischen mehr frei. Seine ersten Disney-Bilder wurden nie öffentlich gezeigt und zu einem großen Teil von Lichtenstein selbst wieder übermalt.

### Look Mickey, der Durchbruch einer Provokation
Von 1960 bis September 1963 war Lichtenstein an der Rutgers University in New Jersey angestellt und zog auch dorthin um.
Er lernte dort Allan Kaprow kennen, der ihn mit Robert Watts, Claes Oldenburg, Jim Dine, Robert Whitman (* 1935) und anderen bekannt machte. Kaprow wurde bekannt durch seine Etablierung von Happenings und Installationen, die die Kunst mit der Verwendung von Alltagsgegenständen verband. Diese Einstellung teilte er mit seinem Lehrer, dem Musiker John Cage, der auch als Mentor der beiden Extremkünstler Robert Rauschenberg und Jasper Johns galt. Deren extremer Umgang mit der Kunst stellte für Lichtenstein die Grundlage für seine provokativen Comicbilder dar. Lichtenstein experimentierte erst mit Kaugummibildern und kam dann auf die Idee, diese großformatig zu produzieren. Als Experiment gestartet, begeisterte diese Idee den Maler, und 1961 brach er dann auch mit den restlichen Traditionen der bisherigen Malerei, indem er die Imitation der industriellen Drucktechnik und vor allem die aus den Comics bekannte Sprechblase in seinen Bildern verwandte.
Das erste Resultat dieser neuen Idee war 1961 das Bild Look Mickey (dt. Schau mal Micky), auf dem Mickey Mouse und Donald Duck auf einem Bootssteg dargestellt waren. Donald ruft begeistert aus: „Look Mickey, I’ve hooked a big one!!“, obwohl sich sein Angelhaken nur in seiner Jacke verfangen hat, Mickey steht grinsend mit vorgehaltener Hand hinter ihm. Mit diesem Bild gelang Roy Lichtenstein der Durchbruch; sein Stil wurde zugleich der industrielle Stil des gedruckten Comics. Im selben Jahr malte er sechs weitere Bilder in demselben Stil. Unter diesen Bildern findet sich auch Mr. Bellamy. Lichtenstein legte seine Bilder im Herbst dem New Yorker Galeristen Leo Castelli vor, der sie sofort für seine Galerie akzeptierte. Einige Wochen später tauchte in der gleichen Galerie auch Andy Warhol mit Comicbildern auf, diese lehnte Castelli jedoch ab. Als Warhol die Bilder Lichtensteins sah, wandte er sich von den Comics ab, da er diese Nische als besetzt erkannte. Stattdessen verlegte er sich auf die künstlerische Darstellung von Quantitäten und Wiederholungen, mit denen er dann weltbekannt wurde.
1962 waren alle Bilder an bedeutende Sammler verkauft und Roy Lichtenstein war in der Lage, von seinen Bildern zu leben. Diese Erfahrung verarbeitete er 1962 in seinem Masterpiece (dt. Meisterstück), in dem er die Protagonistin zu ihrem Begleiter sagen lässt: „Why, Brad Darling, this painting is a Masterpiece! My, soon you’ll have all of New York clamoring for your work!“. In diesem Jahr nahm Lichtenstein auch an den ersten wichtigen Ausstellungen der Pop Art teil:
- The New Paintings of Common Objects im Pasadena Art Museum
- New Realists in der Sidney Janis Gallery, New York

### Kunst und Kommerz
1963 zog Roy Lichtenstein wieder nach New York und widmete sich im folgenden Jahr ganz der Malerei. In der Folgezeit entstanden eine Vielzahl von Werken des Künstlers, die in verschiedene Themenbereiche einzuordnen sind und oftmals als Serien gemalt wurden. Neben der reinen Malerei widmete sich Lichtenstein auch der Plastik sowie der Installation künstlerischer Objekte; auch hier immer auf den Lichtenstein-Stil bedacht. Als Vorlagen für seine Arbeiten verwandte er weiterhin Bilder aus Comicserien oder auch aus dem Branchenbuch, wie etwa bei Girl with Ball (1961, dt. Mädchen mit Ball).

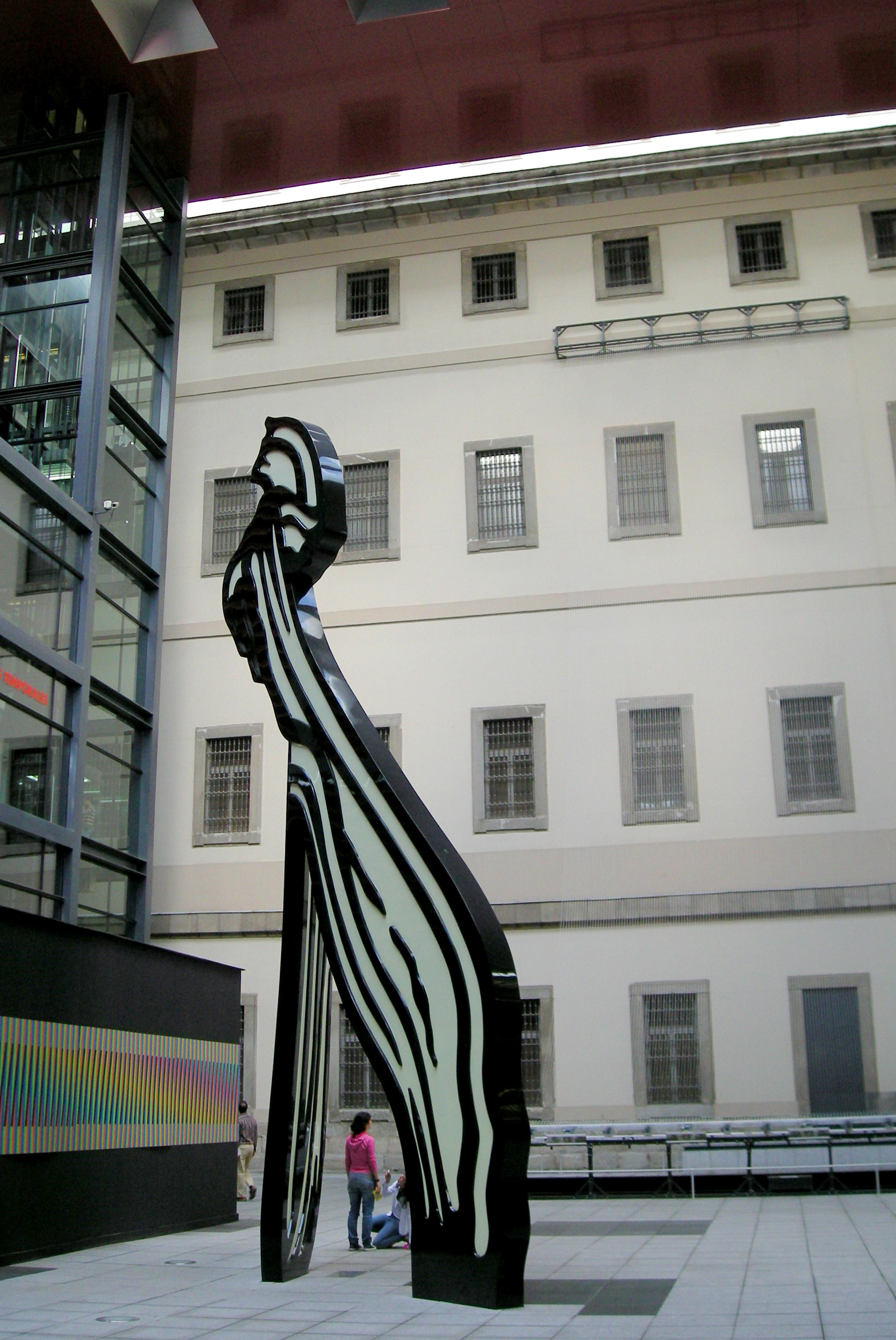
Skulptur Brushstroke, 1996

Sein Frühwerk zeichnete sich noch durch eine starke Themenfächerung aus. Bei vielen dieser Bilder sind die Vorlagen noch greifbar und ein direkter Vergleich ist möglich. Bei anderen, wie etwa der Darstellung Golf Ball, handelt es sich offensichtlich um Studien zur Dreidimensionalität. Starke Einflüsse von Pablo Picasso und von Piet Mondrian lassen sich bei den Bildern Lichtensteins dieser Zeit erkennen, zugleich werden in seiner simplen Objektwahl Parallelen zu zeitgenössischen Künstlern wie Claes Oldenburg deutlich, der Skulpturen aus Vinyl oder Gips in Form von Tortenstücken oder Sandwiches gestaltete. Unübersehbar von der Überflutung mit Werbung für neuartige Geräte und Gegenstände der Zeit beeinflusst, entstanden Bilder wie Roto Broil (1961, dt. Fritteuse), Washing Mashine (1961, dt. Waschmaschine) oder Sock (1961, dt. Socke). Diese „kommerzielle Kunst“ teilte mit den Comicbildern die subtile Darstellung. Die Wiedergabe von Alltagsgegenständen stieß bei den Kunstkritikern auf Ablehnung, nicht jedoch bei den Käufern bei Castelli. Durch seinen Versuch, die industrielle und damit kommerzielle Produktion der Comics zu kopieren, steigerte Lichtenstein die enge Verbindung zwischen Kunst und Kommerz weiter. Spätestens mit seinem Werk Art (1962) führte er die traditionelle Institution Kunst ad absurdum, indem er ein beinah zwei Quadratmeter großes, in schwarzer Schrift gehaltenes Wort als Kunst darstellte: ART, auf Deutsch: Kunst.
Gerade die Kriegsbilder dieser Zeit wurden häufig als eine Antikriegshaltung des Künstlers interpretiert, der Lichtenstein aber eine deutliche Absage erteilte:

„Es ist kein vorrangiges Ziel meiner Kriegsbilder, militärische Aggressivität in einem absurden Licht darzustellen. Persönlich finde ich, unsere Außenpolitik ist in vieler Hinsicht barbarisch gewesen, aber das ist es nicht, worum es mir bei meiner Arbeit geht, und ich will diese weitverbreitete Position auch nicht ausschlachten. Das Thema meiner Arbeit betrifft eher unsere amerikanische Definition von Bildern und visueller Kommunikation.“

### Abstraktionen im Comicstil
Bereits während seiner frühen Schaffensphase begann Lichtenstein auch mit einer Verbindung der Abstraktion und seines neu entwickelten Comicstils. 1964/1965 erstellte er Gemälde und Keramikskulpturen von Frauenköpfen sowie Landschaften und setzte auch seine Explosionen in Skulpturen um (etwa Explosion No. 1 (1965) aus lackiertem Metall). Bis 1969 widmete er sich dann der Monumentalarchitektur, seinen Pinselstrich-Serien, Explosionen und modernen Gemälden mit einem Bezug auf die 1930er.
Auch bei seinen abstrakten Werken, die wie Comicversionen der Bilder von Pablo Picasso oder anderer Künstler der Zeit wirken, spielte Lichtenstein mit einem Wechsel der starken schwarzen Linien, ausgefüllten und punktierten Flächen. Dabei entstanden Werke wie Study for Preparedness (1968, dt. Studie für das Bild Bereitschaft) oder das aus vier Tafeln bestehende Modular Painting with four Panels No. 2 (1969). Die Pinselstrichserie setzte monochrome Pinselstriche mit schwarzen Einfassungs- und Riefenlinien auf einen punktierten Grund (etwa White Brushstroke I (1965) oder Yellow and Green Brushstrokes (1966)). Diese Serie von Werken wird als Brushstrokes bezeichnet.
Anfang 1969 arbeitete er in Los Angeles an einem Film über Seelandschaften und experimentierte zusammen mit Joel Freedman in New York mit dem Medium des Films. 1970 zog er nach Southampton um. Im folgenden Jahr wurde er Mitglied in der American Academy of Arts and Sciences. 1979 wurde er in die American Academy of Arts and Letters gewählt.
In den 1970ern beschäftigte er sich mit optischen Täuschungen und Werken der Kunstgeschichte. In dieser Phase entstanden verschiedene Stillleben wie Still-Life with Silver-Pitcher (1972, dt. Stillleben mit Silberkrug), Still-Life with Net, Shell, Rope and Pulley (1972, dt. Stillleben mit Netz, Muschel und Tau), Still Life with Goldfish (1974, dt. Stillleben mit Goldfisch) oder Still-Life with Lemons (1975, dt. Stillleben mit Zitronen), in denen er auch die Stillleben des 19. Jahrhunderts abstrahierte. Weitere Werke nutzen die Arbeiten anderer Künstler als Vorbild, etwa die Forest Scene (1980, Waldszene) oder Rouen Cathedral (Seen at Three Different Times of Day) Set No. 2 (1969, nach Claude Monet) sowie Red Horseman (1974, dt. Roter Reiter) nach dem gleichnamigen Bild von Carlo Carrà. Die Serie Artist’s Studio wiederum beschäftigte sich mit seinen eigenen Werken, die Lichtenstein in neuem Zusammenhang wieder darstellte (etwa Artist’s Studio, Look Mickey (1973), Artist’s Studio – with model (1974) oder Artist’s Studio, Foot Medication (1974)). 1977 gestaltete er ein BMW Art Car. 1979 erhielt er den Auftrag für eine öffentliche Skulptur, eine Meerjungfrau für das Theater of Performing Arts in Miami Beach, Florida.
Besonders in den 1980ern entstanden Werke von Roy Lichtenstein, die die Comic-Atmosphäre wieder vollkommen verließen und an die expressionistischen und surrealen Wurzeln des Künstlers erinnerten. Mit klaren Farben, allerdings ohne flächige Elemente oder Einrahmungen, stellte er gegenständliche Eindrücke wie Landschaften dar. In dieser Zeit entstanden etwa Red Barn through the Trees (1984), Sunrise (1984) oder Landscape with Red Roof (1985). Zudem schuf er Werke in diesem Stil, die von der ostasiatischen Kunst inspiriert waren.
Roy Lichtenstein war Teilnehmer der 4. documenta in Kassel im Jahr 1968 und auch auf der Documenta 6 im Jahr 1977 als Künstler vertreten. Im Jahr 1995 wurde ihm der Kyoto-Preis verliehen. Von der George Washington University, Washington D.C. erhielt Roy Lichtenstein 1996 einen Ehrendoktor. Er starb am 29. September 1997 in Manhattan an den Folgen einer Lungenentzündung.

## Stil
Roy Lichtenstein malte mit kräftigen, klaren Farben. Seine Werke erinnern häufig an Comics oder an alte Zeitungsanzeigen. Auf diese Art versuchte Roy Lichtenstein, die Kunst mit dem Konsumgut zu verbinden. Er nutzte bewusst die Vorlage von industriell-kommerziellen Produkten, wie Comic-Hefte und Werbeanzeigen. Er verband diese mit der Kunst und kritisierte damit die Abgehobenheit der Kunst vom alltäglichen und konsumgeprägten Leben.
Für seine Zwecke entwickelte Roy Lichtenstein eine besondere Maltechnik weiter, die im Englischen Benday Dots genannt wird und von dem amerikanischen Künstler und Erfinder Benjamin Day für die industrielle Illustration entwickelt wurde. Dabei setzte er statt Farbflächen nur gleichmäßige Farbpunkte und verlieh somit seinen großformatigen Werken eine künstliche Wirkung. Diese Rastermethode, der andere Künstler anfangs mit Humor begegneten, karikierte er auch selbst, zum Beispiel mit dem Werk Magnifying Glass (1963, dt. Vergrößerungsglas).
Ein eindrucksvolles Beispiel für Lichtensteins Nutzung industrieller Ideen ist seine Farbgebung. Wie der kommerzielle Produzent von Druckwerken versuchte er, so wenige Farben wie möglich einzusetzen. Während der Drucker dies jedoch aus ökonomischen Gründen tut, wird es bei Lichtenstein zu einem künstlerischen Mittel. Schwarzes Haar, etwa bei dem Bild Drowning Girl (1963, dt. Ertrinkendes Mädchen), stellte Lichtenstein blau dar und sparte sich so die Lichteffekte. Große Flächen wurden entweder vollständig gefüllt oder durch die typische Punktierung dargestellt, wieder ein ehemals ökonomischer Zwang, den Lichtenstein im Sinne seiner Kunst einsetzte.
Die Personen, die Lichtenstein in seinen Werken abbildete, entbehren jeder Individualität und stellen in der Regel den Archetyp der schönen Frau dar – meist blond – wie etwa in Eddie Diptych (1962, dt. Eddie Diptychon), The Kiss (1962, dt. Der Kuss) oder Vicky (1964).
Das Wirken Roy Lichtensteins beschränkte sich jedoch nicht auf das Malen von Bildern. Er widmete sich dem Siebdruck, dem Holzdruck und bediente sich der Collagen-Technik. Auch keramische Skulpturen schuf der Künstler immer wieder.

## Lichtenstein-Foundation
Der Nachlass mit etwa 800 Werken, Schriftstücken, dem Korrespondenz-Archiv und vielen weiteren Dokumenten liegt bei der Lichtenstein-Foundation, die die Witwe Dorothy Lichtenstein nach dem Tod Roys gegründet hat. Die Stiftung hält auch die Rechte an den Werken des Künstlers. 2018 beschloss die damals 78-jährige Präsidentin der Stiftung die schrittweise Selbstauflösung der Foundation über fünf bis sieben Jahre. Sie übergab mit rund 400 Werken die Hälfte des Bestandes an das Whitney Museum of American Art in New York und das komplette Archiv aus Schriftstücken und Korrespondenz an die Smithsonian Institution in Washington D.C.

## Film
- M. Blackwood: Roy Lichtenstein. Porträt, Doku, 43 min., 1975.
- Chris Hunt: Roy Lichtenstein. Dokumentation 51 Min., Arthaus Musik GmbH 2007, ISBN 978-3-939873-17-4.